# アリダネ・エルナンデス
アリダネ・エルナンデス・ウンピエレス（Aridane Hernández Umpiérrez , 1989年3月23日 - ）は、スペイン・カナリア諸島州ラス・パルマス県トゥイネヘ出身のプロサッカー選手。プリメーラ・ディビシオン・ラージョ・バジェカーノ所属。ポジションはDF。

## 来歴
カンテラ時代をレアル・バリャドリードやレアル・マドリードなどで過ごし、2008年7月にレアル・バリャドリードと契約。2008-09シーズンにBチームでデビューするも、トップチームには1試合にベンチ入りしたにとどまり、2010年夏に退団。以降はデポルティーボ・アラベスなどでプレー。
2015年7月9日、グラナダCFと2年契約を締結した後、19日にカディスCFへのローン移籍が決定。2015-16シーズンはセグンダ・ディビシオンBで33試合に出場。4位に入りセグンダ・ディビシオン昇格に貢献し、2016年7月18日にカディスへの完全移籍が決まり、3年契約を締結。2016-17シーズンは2部リーグで39試合2得点を記録した。
2017年7月17日、CAオサスナと4年契約を締結。2018-19シーズンは2部リーグの優勝に貢献し、2019-20シーズンはプロ12年目にして初のラ・リーガでのプレーが実現。2020年2月10日にはオサスナと2022年までの契約延長に合意した。
2023年7月5日、フリーでラージョ・バジェカーノへ加入し、2年契約を結んだ。